# 释演法
释演法（？—），俗名李在全，属猴，四川省绵竹市人，成都昭觉寺现任住持。

## 传记
1981年正月在山西省五台山殊像寺常润法师为演法剃度出家，同年2月在五台山的广宗寺受戒。1984年依止清定上师学法，成为清定上师身边的侍者，此后一直追随清定上师在汉地弘法，在清定上师身边多日，从清定上师学到许多佛法心要。
1985年演法与清定回到四川省住成都市石经寺金刚道场，1998年担任昭觉寺监院、管委会副主任。2000年8月，在康定县的南无寺受大吉活佛传法，获金刚上师位。2003年4月在成都石经寺由能海的弟子万法法师传临济正宗第四十七代和尚位，由此演法成为能海上师第三代弟子中的杰出者。
清定上师1999年圆寂后，演法被任命为成都昭觉寺住持，2004年12月23日，演法法师成为成都昭觉寺第十八代方丈的升座法会及庆典大会在昭觉寺举行。

## 法承

### 師長
- 釋清定

## 曾任职务
- 中国佛教协会理事
- 四川省佛教协会副秘书长
- 成都市佛教协会副会长
- 成都市政协委员。